# Peltacanthina faceta
Peltacanthina faceta är en tvåvingeart som beskrevs av Günther Enderlein 1924. Peltacanthina faceta ingår i släktet Peltacanthina och familjen bredmunsflugor.
Artens utbredningsområde är Tanzania. Inga underarter finns listade i Catalogue of Life.